# Masantol
Masantol is een gemeente in de Filipijnse provincie Pampanga op het eiland Luzon. Bij de laatste census in 2007 had de gemeente bijna 51 duizend inwoners.

## Geografie

### Bestuurlijke indeling
Masantol is onderverdeeld in de volgende 26 barangays:
| - Alauli - Bagang - Balibago - Bebe Anac - Bebe Matua - Bulacus - Cambasi - Malauli - Nigui - Palimpe - Puti - Sagrada - San Agustin | - San Isidro Anac - San Isidro Matua - San Nicolas - San Pedro - Santa Cruz - Santa Lucia Anac - Santa Lucia Matua - Santa Lucia Paguiaba - Santa Lucia Wakas - Santa Monica - Santo Niño - Sapang Kawayan - Sua |

## Demografie
Masantol had bij de census van 2007 een inwoneraantal van 50.984 mensen. Dit zijn 2.864 mensen (6,0%) meer dan bij de vorige census van 2000. De gemiddelde jaarlijkse groei komt daarmee uit op 0,80%, hetgeen lager is dan het landelijk jaarlijks gemiddelde over deze periode (2,04%). Vergeleken met de census van 1995 is het aantal mensen met 5.658 (12,5%) toegenomen.

De bevolkingsdichtheid van Masantol was ten tijde van de laatste census, met 50.984 inwoners op 48,25 km², 939,4 mensen per km².